# Trigonopterus toraja
Trigonopterus toraja – gatunek chrząszcza z rodziny ryjkowcowatych i podrodziny krytoryjków.

## Taksonomia
Gatunek ten opisany został po raz pierwszy w 2019 roku przez Alexandra Riedela na łamach „ZooKeys”. Współautorem publikacji jest Raden Pramesa Narakusumo. Jako miejsce typowe wskazano górę Karoa, położoną w dystrykcie Bittuang w kabupatenie Tana Toraja w indonezyjskiej prowincji Celebes Południowy. Epitet gatunkowy nawiązuje do lokalizacji typowej i zamieszkującego ją ludu Toraja.

## Morfologia
Chrząszcz o ciele długości od 2,4 do 2,6 mm, wysklepionym, w zarysie prawie jajowatym, ubarwionym czarno z rdzawymi czułkami i rdzawymi do czarniawych goleniami i stopami. Ryjek samca zaopatrzony jest w listewkę środkową i parę listewek przyśrodkowych ograniczonych do nasadowej połowy. Epistom jest niewyraźny. Powierzchnia przedplecza jest drobno i gęsto punktowana. Pokrywy mają bezładne i drobne punktowanie, słabo zaznaczone rzędy i płaskie międzyrzędy; grubsze punkty obecne są na barkach. Listewki przednio-brzuszne na udach środkowej i tylnej pary są karbowane i zakończone tępym ząbkiem. Tylna para odnóży ma na udach przedwierzchołkową łatkę strydulacyjną, a na goleniach cienkie szczecinki na spodzie. Genitalia samca mają prącie o bokach prawie równoległych, a wierzchołku prawie kanciastym i skąpo obrośniętym szczecinkami. Aparat przenoszący jest biczykowaty z kotwicowatym sklerytem wspierającym, a przewód wytryskowy jest wyposażony w niewyraźny bulbus.

## Ekologia i występowanie
Ryjkowiec ten zasiedla górskie lasy. Spotykany jest na rzędnych od 1625 do 2000 m n.p.m. Bytuje na listowiu roślinności.
Owad orientalny, endemiczny dla Celebesu, znany tylko z okolic lokalizacji typowej w prowincji Celebes Południowy.